# Peter Moraw

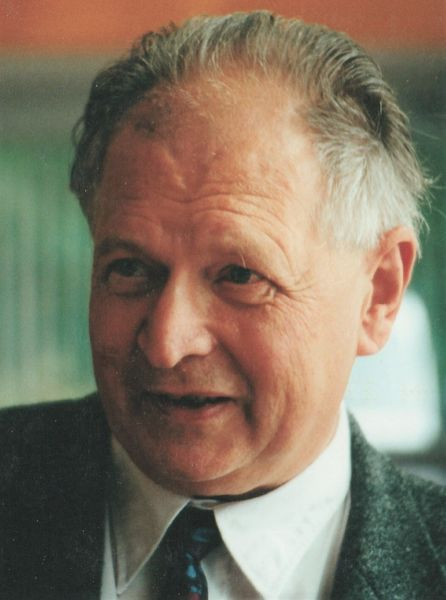
Peter Moraw, aufgenommen von Werner Maleczek im Jahr 2003

Peter Moraw (* 31. August 1935 in Mährisch Ostrau, Tschechoslowakei; † 8. April 2013 in Kleinlinden) war ein deutscher Historiker.
Moraw lehrte drei Jahrzehnte bis zu seiner Emeritierung 2003 als Professor für Mittelalterliche Geschichte, Deutsche Landesgeschichte und Wirtschafts- und Sozialgeschichte an der Justus-Liebig-Universität Gießen. Er hatte durch seine Arbeiten in der zweiten Hälfte des 20. Jahrhunderts erheblichen Einfluss auf die Erforschung des deutschen Spätmittelalters. Verdienste erwarb er sich vor allem durch die Einbindung der theorieorientierten Sozialwissenschaften und der Prosopographie in die Mittelalterforschung, die Hinwendung zu einer strukturgeschichtlich orientierten Hofforschung und eine als Sozialgeschichte verstandene Universitätsgeschichte. Sein Spätmittelalterband Von offener Verfassung zu gestalteter Verdichtung der Propyläen-Geschichte Deutschlands wurde zum mediävistischen Standardwerk.

## Leben
Peter Moraw wurde 1935 als Sohn eines Lehrers in der Industriestadt Mährisch Ostrau in der Tschechoslowakischen Republik geboren. Nach dem Krieg musste er aus seiner mährischen Heimat fliehen und fand mit seinen Eltern in Heidelberg Zuflucht. Dort legte er 1955 das Abitur ab. Wie schon der Vater studierte er von 1955 bis 1960 für das Lehramt die Fächer Geschichte, Deutsch und Latein an der Universität Heidelberg. Das Staatsexamen für das Lehramt an Gymnasien legte er 1960 ab. Von 1961 bis 1971 war er wissenschaftlicher Assistent am Institut für Fränkisch-Pfälzische Geschichte und Landeskunde der Universität Heidelberg. Nach einer These von Bernd Schneidmüller waren die mährische Heimat und die akademische Sozialisation in Heidelberg für Moraws Forschungsinteresse am Spätmittelalter entscheidend. In Heidelberg stand Moraw unter dem Einfluss von Reinhart Koselleck, der die Perspektive für epochenübergreifende Fragen öffnete und für interdisziplinäre Methoden zugänglich war. Als die ihn prägenden Historiker nannte Moraw Werner Conze, Erich Maschke, Ahasver von Brandt und Hermann Heimpel. Bei Fritz Ernst wurde er 1961 im Alter von 26 Jahren mit der Arbeit über das Stift St. Philipp zu Zell in der Pfalz promoviert. Moraw hatte sich für dieses kleine und relativ unbedeutende Stift entschieden, weil dessen Urkunden im Universitätsarchiv Heidelberg lagen und damit im Stockwerk unter seinem Arbeitszimmer. Die Dissertation hatte für damalige Verhältnisse einen „klassisch-landeshistorischen Zuschnitt“. Sein Doktorvater war beim Erscheinen der Dissertation bereits verstorben. Moraw orientierte sich methodisch neu und beschäftigte sich neben der Begriffsgeschichte mit der Personengeschichte. Er befasste sich mit Helmut Berves Alexanderreich und den frühen Arbeiten der Tellenbach-Schule. Diese Arbeiten inspirierten ihn, auf prosopographischer Grundlage ein angemesseneres Bild von den vormodernen Verhältnissen zu entwickeln.
In den zehn Jahren zwischen seiner Dissertation und der Habilitation war er Habilitations-Stipendiat der Deutschen Forschungsgemeinschaft (DFG), befasste sich erstmals mit der Universitätsgeschichte, übersetzte zentrale Quellen zu Leben und Heiligsprechung Hedwigs von Schlesien und legte für den Pfalzatlas der Pfälzischen Gesellschaft zur Förderung der Wissenschaften eine Karte der Klöster und Stifte mit ausführlichen Erläuterungen vor. An der Universität Heidelberg habilitierte er sich 1971 in Mittlerer und Neuerer Geschichte. Die Habilitationsschrift König, Reich und Territorium im späten Mittelalter von fast 1000 Schreibmaschinenseiten (818 Textseiten und 172 Seiten mit Anmerkungen und Bibliographie) blieb ungedruckt. Dieses Werk lieferte jedoch genügend Material für mehrere richtungsweisende Studien, in denen er verschiedene Teilaspekte untersuchte, darunter die Räte und die Kanzlei König Ruprechts von der Pfalz oder den Hof, den Rat und die Kanzlei Karls IV. Seinen Habilitationsvortrag hielt er am 17. Juli 1971 an der Universität Heidelberg zum Thema Hessische Stiftskirchen im Mittelalter. Noch 1971 übernahm Moraw eine Vertretungsprofessur in Mittelalterlicher Geschichte an der Technischen Hochschule Darmstadt.
Im Jahre 1972 wurde er Professor für Allgemeine Geschichte unter besonderer Berücksichtigung der Historischen Hilfswissenschaften an der Universität Bielefeld, deren Geschichtswissenschaft sich programmatisch den theoretischen Grundlagen der eigenen Disziplin widmete. Ab dem Sommersemester 1973 lehrte Moraw als Nachfolger von František Graus als Professor für Mittelalterliche Geschichte und Deutsche Landesgeschichte unter besonderer Berücksichtigung der Wirtschafts- und Sozialgeschichte an der Justus-Liebig-Universität Gießen. Eine enge Zusammenarbeit ergab sich zwischen 1973 und 1980 in Gießen mit dem Frühneuzeitler Volker Press. Zu Beginn der 1980er Jahre boten Moraw und Press an der Universität Gießen gemeinsam mit der Soziologin Helge Pross Lehrveranstaltungen an, was zur damaligen Zeit ungewöhnlich war.
Berufungen nach Düsseldorf, Trier (1976) und Tübingen (1981) lehnte er ab. Von 1979 bis 1980 und wieder von 1997 bis 1998 war er Dekan des Fachbereichs für Geschichtswissenschaften. Von 1980 bis 1981 und erneut 1998 bis 1999 übte er das Amt des Prodekans aus. In Gießen war er 1992 Mitbegründer und erster Sprecher des Graduiertenkollegs der DFG Mittelalterliche und neuzeitliche Staatlichkeit. Im Jahr 1997 wurde er Mitbegründer und mehrfacher Projektleiter des Sonderforschungsbereichs Erinnerungskulturen der DFG an der Universität Gießen. Im Sommersemester 2003 wurde er dort emeritiert. Seine Abschiedsvorlesung hielt er am 23. Juli 2003 über das Reich im mittelalterlichen Europa. Zu Moraws bedeutendsten akademischen Schülern zählen unter anderem Paul-Joachim Heinig, Anne Christine Nagel, Andreas Rüther, Rainer Christoph Schwinges und Sabine Wefers.
Moraw war seit 1964 verheiratet. Aus der Ehe gingen zwei Töchter hervor, darunter die Klassische Archäologin Susanne Moraw. Seine Frau starb 1997. Wegen einer langen Erkrankung konnte er sich die letzten Jahre vor seinem Tod am 8. April 2013 nicht mehr am wissenschaftlichen Diskurs beteiligen.

## Forschungsschwerpunkte

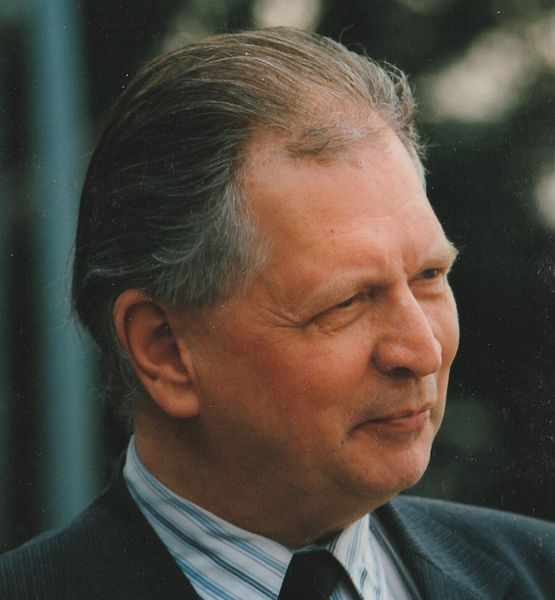
Peter Moraw 1998, aufgenommen von Werner Maleczek

Moraws Forschungsschwerpunkte waren die Verfassungsgeschichte des deutschen Spätmittelalters, die Sozialgeschichte des Mittelalters, die deutsche Landesgeschichte des Mittelalters und der Neuzeit sowie die Universitäts- und Bildungsgeschichte des Mittelalters und der Neuzeit. Zu diesen Themenfeldern veröffentlichte er neun selbständige Publikationen und mehr als 200 Aufsätze, Handbuchartikel und Lexikonbeiträge. Moraws Forschungsbeiträge zum deutschen Spätmittelalter erbrachten ein erheblich besseres Verständnis dieser lange vernachlässigten Epoche. Ab 1987 war Moraw als Mitherausgeber und Fachberater am Lexikon des Mittelalters beteiligt, für das er unter anderem die Artikel zu Deutschland im Spätmittelalter, Karl IV. und Reichstag verfasste.

### Arbeiten zum Spätmittelalter

#### Entwicklung neuer Ansätze seit den 1970er Jahren
In der strikten Trennung der Reichs- und Landesgeschichte sahen Moraw und Volker Press ein zentrales Defizit der Geschichtswissenschaft. Moraw regte 1977 an, „typische oder wiederkehrende Situationen, Konstellationen und Abläufe herauszuarbeiten“, um so eine verfassungsgeschichtliche Territorialgrammatik entwerfen zu können. Mit den „Personenbeziehungen“, der Dynastie, der Beziehung zwischen König und Reich einerseits und den Territorien andererseits sowie der Territorialverfassung waren es vier Aspekte, unter denen eine „Territorialgrammatik“ im Sinne von „historische[n] Regel- oder Bezugssysteme[n]“ geschrieben werden könne. Die gesonderte Betrachtung von königlichen Handlungen und territorialen Entwicklungen betrachteten Moraw und Press als ein großes Hindernis, politische Prozesse in ihrer Komplexität zu erfassen. Beide Historiker betrieben eine Öffnung der Verfassungs- und Politikgeschichte zur Sozialgeschichte, wodurch sie das von der älteren Verfassungsgeschichte konstruierte anstaltsstaatliche Modell vom Alten Reich und seinen Institutionen durch eine differenzierte Sichtweise auf das spätmittelalterliche und frühneuzeitliche Reich ersetzen wollten. Press und Moraw entwickelten ein Programm zur „Strukturanalyse des Reichskörpers“. Ausgangspunkt ihrer Überlegung war, dass König und Kaiser den zentralen legitimatorischen Bezugspunkt im Reich bilden. Sie plädierten dafür, den „königliche[n] / kaiserliche[n] Hof als Ausgangs- und Zielpunkt wechselseitiger Wirkzusammenhänge“ in das Zentrum der Überlegungen zu stellen und wollten einen „Entwurf einer politisch-strukturellen Landkarte des Reiches vom König her“. Die Verbindung von Sozial- und Verfassungsgeschichte wollten sie einlösen durch eine Analyse der Herrschaftsinstitutionen (Reichstag, Reichsjustiz, Reichskirche und Reichskreise) und ihrer Träger (politische Führungsgruppen). Der „Dualismus von Hausmachtkönigtum […] und Territorien“ sollte eingehender betrachtet werden. Kerngedanke des Projektes war „eine verfassungs- und sozialgeschichtliche Synthese mit dem letzten, wohl noch fernen Ziel einer einheitlichen Gesamtauffassung vom Heiligen Römischen Reich“.
Moraw wandte sich von der klassischen Verfassungs- und Verwaltungsgeschichte ab, denn „Institutionen traten […] immer noch hinter“ Personen zurück und Ämter seien von Personen geprägt worden. Er verzichtete auch auf den Begriff „Beamte“, sondern bezeichnete diejenigen, die selbst Geld und Macht in ein Dienstverhältnis mitbrachten, als „Mitunternehmer“. Eine Person, die Bindungen zu mehr als einem Dienstherrn einging, sei ein „Berufspolitiker“. Erst die Erforschung der Personenbeziehungen und -verbände ermögliche Aussagen über Institutionen.

#### Von „offener Verfassung“ zu „gestalteter Verdichtung“
Moraw legte 1989 eine neue Gesamtdarstellung der deutschen Geschichte des 13. bis 15. Jahrhunderts in der Reihe „Propyläen Geschichte Deutschlands“ vor. Seit Hermann Heimpels wegweisendem Werk Deutschland im späteren Mittelalter, das zuerst 1938 und dann noch einmal in neuer Ausgabe 1957 erschien, hatte sich für Jahrzehnte kein einzelner Historiker der Epoche als Ganzes angenommen. Moraw beschrieb die Entwicklung des Reichs von der „offenen Verfassung“ zur „gestalteten Verdichtung“. Die „offene Verfassung“ verstand er als „Erbe der Niederlage der Staufer, durch die Beschränkung des institutionalisierten Moments auf ein Minimum, die Teilhabe sehr weniger Personen am Kräftespiel des Gesamtreiches und den sehr geringen Umfang neuartiger Herausforderungen der Reichsglieder.“ Die „gestaltete Verdichtung“ war für Moraw „ein Ergebnis neuartiger Herausforderungen am Ende des Mittelalters, meint einerseits den Aufstieg und die Durchformung der habsburgischen Großdynastie und andererseits die Einrichtung des institutionalisierten Dualismus der Reichsstände, der im Reichstag gipfelte; Großdynastie und Stände waren nun aufeinander angewiesen“.

#### Verhältnis von Zentral- und Partikulargewalten
Moraw veröffentlichte zahlreiche Studien zum Raum- und Machtgefüge des Reichs, vor allem für die Zeit Karls IV. Für ein besseres Verständnis forderte er 1982 die „Erforschung der Handlungsmechanismen und -spielräume politischer Herrschaft“ im spätmittelalterlichen Reich. Er fragte sich in einem 1987 veröffentlichten Aufsatz, „wie ein großes Reich überlebt hat, obwohl es mit so geringen Mitteln und von so wenigen Leuten verwaltet worden ist“. Zur Klärung dieser Frage müsse „die mechanisch-technische Verwaltungsgeschichte um die Methoden der historischen Personenforschung“ erweitert werden. Das Reich war im ausgehenden Mittelalter weniger ein „Staat im anstaltsstaatlich-abstrakten Sinne“, sondern ein polyzentrisches Gebilde von Regionen mit unterschiedlichen Entwicklungsstand und Königsnähe (oder auch -ferne). Das Reich zerfiel nach Moraw in drei Hauptzonen: in das Erbland, in königsnahe Landschaften „und in den weitgedehnten Rest“, der zum Königshof extrem wenig beizutragen hatte. In einer feineren Unterteilung am konkreten Beispiel zweier Landschaften (Hessen, Franken) ging er von der Vorstellung eines „punktförmigen Königshofes“ aus, von welchem „Kraftlinien“ ausgehen und hinführen. Mit den Hausmachtterritorien des regierenden Königs, den Territorien der jeweils rivalisierenden Dynastien sowie der Kurfürsten, den königsnahen Landschaften, den königsoffenen Landschaften und den königsfernen Landschaften konnte er das Reich in sechs Zonen oder Bereiche einteilen. Im Unterschied zu den Arbeiten von Eckhard Müller-Mertens hatte die Untersuchung der Herrscheritinerare für Moraw nur nachrangige Bedeutung. Die „Königsnähe“ machte Moraw hinsichtlich Frankens an Personen wie den „Königsdienern“ und „Königspartnern“ fest. Neben dem Zonenmodell stellte er noch weitere Überlegungen zur Reichsstruktur an. Das nordalpine Reich vor allem in der zweiten Hälfte des 14. Jahrhunderts gliederte er in vierzehn „weithin selbsttragende“ Landschaften.
Moraws Ausgangspunkt bei seiner Betrachtung der Geschichte der Territorien und der Regionen war die Perspektive des Königtums. In mehreren Aufsätzen hat er gezeigt, dass das spätmittelalterliche Königtum nicht alle Landschaften des Reiches gleichmäßig erfassen konnte. Das Reich teilte Moraw durch „königsnahe“ und „königsferne“ Landschaften in unterschiedliche Zonen ein. Unter „königsnah“ verstand Moraw „Franken mit dem Hauptort Nürnberg, das Mittelrhein-Untermain-Gebiet mit Frankfurt, Teile Schwabens zeitweilig mit der Mitte in Augsburg und schwindend das Mittelelbe-Saale-Gebiet“. „Königsoffen“ war für ihn der „Oberrhein, schwächer der Niederrhein“. „Politisch königsfern“ sah er die „Territorien der rivalisierenden Großdynastien und der nichtkönigsdominierten Kurfürsten“ an. Das nördliche Drittel des Reiches und sein romanischer Westen und Südwesten waren der geographisch königsferne Raum.
Moraw vertrat in seinem 1987 veröffentlichten Aufsatz „über Entwicklungsunterschiede und Entwicklungsausgleich im deutschen und europäischen Mittelalter“ ein entwicklungsgeschichtliches Modell von einem west-östlichen und süd-nördlichen Kulturgefälle. Die Schnittstelle verlief nach Moraw im mittelalterlichen Reich. Besonders benachteiligt war die weitgehend an der Ostsee gelegene Germania Slavica. Erst zum Ausgang des Mittelalters wurde eine gewisse Ausgeglichenheit erzielt. Er entwarf in diesem Aufsatz auch ein Modell zum Verständnis der unterschiedlichen Entwicklungsstufen in Europa. Kriterien waren dabei die Einflüsse der römischen Antike, die das südliche und westliche Europa („älteres Europa“) maßgeblich prägten, während sie in Gebieten wie Mittel-, Nord- und Osteuropa („jüngeres Europa“) fehlten oder allenfalls spärliche Wirkungen entfalteten. Das Konzept wurde meist als Begriffspaar aufgeworfen, um etwas in Anlehnung an Moraw zu beschreiben. Das Modell wurde auch benutzt, um zu versuchen, Unterschiede zwischen den europäischen Universitäten zu erklären.
Moraw trat für eine stärkere Einbeziehung dynastischen Denkens bei der Erforschung der spätmittelalterlichen Verfassungs- und Sozialgeschichte ein. Er charakterisierte dynastisches Handeln als wesentlichen Teil politischen Handelns. Wie hoch Moraw die Dynastie für die politisch-soziale Ordnung einstufte, machte er in einer 1983 formulierten Aussage deutlich: „Auch der König handelte zuerst nach dynastischer Räson und dachte erst danach an seine Territorien und sein Reich.“ Moraw teilte die einzelnen Dynastien in „Großdynastien“, „Mächte zweiten Ranges“, „mittlere Mächte“ und Fürstentümer mit wenig oder gar keinem politischen Spielraum ein. Diese Einteilung wurde von Karl-Heinz Spieß wegen des schwer messbaren Faktors der „Handlungsfähigkeit“ kritisiert. Moraw sympathisierte mit Großdynastien und Zentralisierungstendenzen. Die Großdynastien waren für ihn die „maßgeblichen Kräfte der deutschen Geschichte“. Demgegenüber war für ihn die Zeit vom Interregnum bis zum Beginn des zweiten Viertels des 14. Jahrhunderts eine Phase eines „relative(n) Stillstand(s) der Verfassungsentwicklung“. Die spätmittelalterlichen Herrscher von Rudolf von Habsburg bis zu Heinrich VII. in dieser Zeit waren für Moraw im europäischen Vergleich „kleine Könige“. „Denn sie gehörten keiner kraftvollen Dynastie mit alter Königstradition an, ihre Machtstellung im Reich nahm sich bescheiden aus, und ihre Herrschaftsmittel […] waren relativ unterentwickelt und kaum ‚modern‘. An den bestehenden politischen Verhältnissen im Großen vermochten sie wenig oder gar nichts zu ändern“. Die Zeit Sigismunds stellte er unter das Leitthema „Anstrengung und Überforderung“. Die Fürsten waren für Moraw meist mindermächtig und hatten innerhalb des spätmittelalterlichen Reichsgefüges wenig bis gar keine Handlungsspielräume.
Große Wertschätzung brachte Moraw der Person und „starken Herrschaft“ Karls IV. entgegen. Für ihn war Karl IV. die „größte Herrscherfigur des deutschen Spätmittelalters“ und dessen Königtum ein „Höhepunkt der spätmittelalterlichen Königsmacht“. Seine Kanzlei war zugleich ein Höhepunkt der Verwaltungsgeschichte im spätmittelalterlichen Reich.

#### Hof- und Reichstagsforschung
Moraw bediente sich in seinen Forschungen der Prosopographie, um in spätmittelalterlichen Kanzleien und Höfen das soziale Regelwerk von Klientel und Patronage, Verwandtschaft und Freundschaft zu verstehen. Das Königtum war nach seiner Sichtweise von seinen Personen samt ihren Beziehungen und weniger von seinen Institutionen her zu deuten. In einer personengeschichtlichen Untersuchung im höfischen Umkreis der römisch-deutschen Könige von Rudolf von Habsburg bis zu Friedrich III. machte Moraw 230 gelehrte Juristen aus.
Die 1974 veröffentlichte Dissertation von Friedrich Battenberg führte zu einem Forschungsdiskurs über den Institutionalisierungsgrad des Hofgerichts und deren Abhängigkeit vom König mit Moraw, der zunächst in persönlichen Schreiben und dann in Forschungsbeiträgen ausgetragen wurde. Battenberg vertrat in seiner Untersuchung der Hofgerichtskanzlei die These, dass sich das Hofgericht spätestens für die Zeit ab 1430 durch einen hohen Grad an Professionalisierung schon weit vom König verselbstständigt hatte. Moraw hielt die Vorstellung, dass ein Teil der Hoforganisation eine eigenständige Politik gegen die Interessen des Herrschers betrieben hatte, für zu modern und damit anachronistisch.
Seit den 1980er Jahren wurden die Forschungen zu den Reichstagen zu einem Schwerpunkt in Moraws wissenschaftlichem Wirken. In seinem 1980 veröffentlichten Versuch über die Entstehung des Reichstags historisierte er die Geschichte der Reichsversammlungen. Diese haben sich erst im letzten Drittel des 15. Jahrhunderts institutionell verformt. Nach Moraw kann frühestens seit den 70er bzw. 80er Jahren des 15. Jahrhunderts von einem Reichstag gesprochen werden. Die Bezeichnung selber erscheint in Quellen nicht vor 1495. Moraw hat eine kritische Sichtung des zusammengestellten Quellenmaterials für die Edition der Reichstagsakten des 15. Jahrhunderts (sogenannte Ältere Reihe) angemahnt. Er vertrat die These, dass die große Edition „den Reichstag erst schuf oder ihn zumindest verfestigte“. Moraw versuchte damit das Phänomen „Reichstag“ zu entzerren und das Bewusstsein zu schaffen, dass die Edition der Reichstagsakten ein gelehrtes Produkt ist. Einzelne der in der Edition als Reichstage eingestuften präsentierten Zusammenkünfte wurden später in der Wissenschaft herabgestuft.
Moraw lieferte grundlegende Beiträge über den deutschen Königshof im Spätmittelalter. Sein Verdienst liegt darin, dass er wiederholt darauf hingewiesen hat, dass mittelalterliche Reichsversammlungen nicht mit modernen Repräsentativkörperschaften gleichzusetzen sind und der Reichstag auch zum Ende des 15. Jahrhunderts nach wie vor noch ein Hoftag (curia) war, also ein Treffen des Königs mit seinen Getreuen, das sich vom täglichen Herrscherhof durch den Charakter der Festlichkeit und der Öffentlichkeit unterschied. Die von ihm 1992/93 für den Konstanzer Arbeitskreis organisierte Doppeltagung Deutscher Königshof, Hoftag und Reichstag im späteren Mittelalter (12.–15. Jahrhundert) war „in erster Linie verfassungsgeschichtlich und sodann auch sozialgeschichtlich, nur zum viel kleineren Teil literatur- und kulturgeschichtlich orientiert“. Im Mittelpunkt des Interesses standen Fragen „nach dem funktionalen Wirkverbund, den herrschaftlichen Modernisierungsprozessen, der Bedeutung des juristischen Legitimationspotentials und der integrativen Kraft des Hof- und Reichstags im kulturell-politischen Sinne“. Moraw steuerte dazu einen Vortrag über den Hof Karls IV. bei. Der Hof war für Moraw anders als in der älteren Forschung nicht mehr die politische Zentralbehörde, sondern der Herrscherhof mutierte zur „wichtigsten Emanation des mittelalterlichen Herrn von Rang in unserem Kulturkreis und war zugleich sein maßgebender Lebens- und Handlungskreis, ohne den er nicht bestehen konnte“, der Hof war „wesentlichster Kernbereich weitergedehnter öffentlicher Existenz“.

### Universitätsgeschichte
Moraw galt als ausgewiesener Kenner der Universitätsgeschichte, der er sich über fünf Jahrzehnte widmete. Bereits in seiner Dissertation hatte er Berührungspunkte mit der Universitätsgeschichte. Das pfälzische Kollegiatstift St. Philipp zu Zell hatte nach der Reformation zur wirtschaftlichen Ausstattung der Heidelberger Universität beigetragen. Seine erste eigenständige Publikation zur Universitätsgeschichte aus dem Jahr 1961 behandelte die Philosophische Fakultät Heidelberg und seine letzte Veröffentlichung war ein 2007 publizierter Schlusskommentar zur Tagung der Gesellschaft für Universitäts- und Wissenschaftsgeschichte. Als akademischer Lehrer betreute er neun Dissertationen und zwei Habilitationen zur Universitätsgeschichte.
Bis in die 40er Jahre des 20. Jahrhunderts hatte die Forschung das Funktionieren einzelner Universitäten anhand von Rechtsquellen beschreiben und darstellen wollen. Anders als die ältere Forschung standen bei Moraw nicht die Institutionen, sondern die Personen im Vordergrund. Durch die stärkere Berücksichtigung von sozialgeschichtlichen Aspekten kam er zu neuen Einsichten in die spätmittelalterliche und frühneuzeitliche Universität. Zum 575-jährigen Heidelberger Universitätsjubiläum veröffentlichte er mit Theodor Karst eine Schrift zu den Beziehungen der Heidelberger Universität zu Neustadt an der Haardt. In dieser Studie wurde von Moraw erstmals ein zwischen einer Bildungsinstitution und einer Stadtgemeinde bezogenes soziales und personelles Geflecht aufgezeigt. Die Studie basierte auf einer Liste der Neustädter Studenten und damit auf einer seriellen Quelle. Dieser Quellentyp wurde damals von der Geschichtswissenschaft noch kaum berücksichtigt.
Bereits in einem 1975 in den Gießener Universitätsblättern abgedruckten Aufsatz plädierte er für eine stärkere Berücksichtigung der Sozialgeschichte in der universitätsgeschichtlichen Forschung. Sein Ansatz basierte auf personen- und sozialgeschichtlichen Daten. Eine hinreichend große und klar definierte Personengruppe wird in ihrem jeweiligen politischen, gesellschaftlichen und kulturellen Zusammenhang untersucht. Früh rezipierte er sozialwissenschaftliche Ansätze der universitätsgeschichtlichen Studien von Lawrence Stone, Jacques Le Goff und Jacques Verger, welche die Wechselbeziehung von Gesellschaft, Universität und Bildung früher als die deutschsprachige Forschung berücksichtigt hatten. Für Moraw waren die Universitäten „Knotenpunkte von Personalbeziehungen“.
Den Anstoß für eine intensivere und kontinuierliche Beschäftigung mit der Universitätsgeschichte gab das 375. Gießener Universitätsjubiläum im Jahr 1982. Seine Kleine Geschichte der Universität Gießen (1607–1982), die erstmals 1982 und in zweiter Auflage 1990 veröffentlicht wurde, ist bis heute die einzige Gesamtdarstellung der Universitätsgeschichte Gießens. In diesem Werk berücksichtigte er auch verstärkt die Sozialgeschichte. Für diese Monographie wurde ihm 1983 der Preis der Justus-Liebig-Universität für Arbeiten zur Geschichte der Universität Gießen verliehen. Moraw verstand Universitätsgeschichte immer epochenübergreifend. Er unterschied 1982 drei Dimensionen universitätsgeschichtlicher Forschung (die institutionelle, wissenschaftsgeschichtliche und umweltbezogene). In einem 1983 veröffentlichten Aufsatz plädierte er dafür die Universität „betont in ihre Umwelt hineinzustellen“ und „eine Sozialgeschichte der Universität“ zu erarbeiten. Exemplarisch zeigte er dies im ausgehenden Mittelalter an den Beziehungen der Universität Heidelberg zum pfalzgräflichen Hof und an den Sozialbeziehungen der Universität zur Stadt Heidelberg auf.
Moraw war einer der besten Experten der Geschichte der Karls-Universität Prag, der er eine Vielzahl von Arbeiten gewidmet hat. Er legte 1986 eine Darstellung mit einem verfassungs- und sozialgeschichtlichen Schwerpunkt über die Grundzüge der Prager Universitätsgeschichte von der Gründung 1347/48 bis 1417/19 vor. Die Prager Juristenfakultät betrachtete er unter anderem „verfassungs- und sozialgeschichtlich“. Außerdem befasste er sich wiederholt mit anderen deutschen und mitteleuropäischen Universitäten. Mit Rainer Christoph Schwinges initiierte er das Repertorium Academicum Germanicum. Durch dieses Forschungsprojekt wurden von 2001 bis 2019 an den zwei Arbeitsstellen in Gießen und Bern 64.000 Gelehrte des Alten Reiches zwischen 1250 und 1550 mit einem möglichst vollständigen Lebenslauf erfasst. Das Projekt will Institutionengeschichte (Universitäten und Verwaltungen) mit der Sozial- und Kulturgeschichte (Herkunft, Studium, soziale Vernetzung) und mit der Wissenschaftsgeschichte (Lerninhalte und vermitteltes Wissen) verknüpfen, um dadurch ein möglichst genaues Bild der Gelehrten in der vormodernen Gesellschaft zu bekommen.

### Stiftskirchen
Mit seiner Dissertation über das Stift St. Philipp zu Zell lieferte er seinen ersten Beitrag zu den Stiftskirchen. In fünf Abschnitten behandelte er Gründung, innere Verhältnisse, äußere Verhältnisse, Besitz und Ende des Stifts. Die Arbeit fand in der Fachwelt eine positive Resonanz. In den Jahren 1964 und 1965 erschienen als direkte Ableger seiner Dissertation zwei Aufsätze im Archiv für mittelrheinische Kirchengeschichte. Der eine Aufsatz arbeitete auf 28 Druckseiten die schwierige Überlieferungssituation zum kleinen Kollegiatstift St. Fabian in Hornbach auf. Der andere Aufsatz über die Patrozinienforschung war angeregt durch die Nennung mehrerer Patrone für das Stift St. Philipp in Zell. Moraw ging dem Problem der Mehrfachpatrozinien nach und konnte zeigen, dass bei der Nennung unterschiedlicher Patrone von Mehrfachpatrozinien und nicht von Patrozinienwechsel auszugehen war. Den durch die Dissertation begründeten Forschungsschwerpunkt setzte er in der Folgezeit durch die Konzeption vergleichender Untersuchungsansätze und durch kritische Besprechungen und nicht durch weitere Stiftsmonographien fort. Als akademischer Lehrer wurde von ihm lediglich eine Stiftsmonographie als Dissertation betreut.
Moraw veröffentlichte 1977 und 1980 programmatische Aufsätze über die hessischen und deutschen Stiftskirchen in typologischer, chronologischer und geographischer Hinsicht. In seinem Versuch zur Typologie der deutschen Stiftskirche im Mittelalter gab er eine Zusammenfassung über die zahllosen Untersuchungen zu einzelnen Stiftskirchen. Nach Moraw waren Mönchtum, Episkopat und weltliches Herrschaftsgefüge drei Hauptkräfte, die die Institution des Stifts entscheidend bestimmt haben. Er unterschied weiterhin drei Typen von Stiftsgründungen (Stiftskirchen auf Klosterbasis, bischöfliche Stiftsgründungen und Laiengründungen). Moraw hob „als wichtigstes Forschungsziel“ hervor, die Stiftskirche als zentrale „Stätte der Begegnung von Kirche und Welt“ in ihrem Wandel vom 9. bis zum 16. Jahrhundert zu untersuchen. Von einem kirchenrechtlichen oder kirchengeschichtlichen Zugriff auf den Untersuchungsgegenstand könne hingegen weitgehend abgesehen werden. Chronologisch unterschied Moraw drei „Gründungsperioden“. Die „karolingisch-vordeutsche Periode“ dauerte zwischen 816 und 900. Durch die allgemeine Krisensituation stellte sich um 900 eine Pause ein. Die „frühdeutsch-archaische“ Periode erstreckte sich von der Mitte des 10. bis zum dritten Viertel des 11. Jahrhunderts und war eng mit dem sogenannten ottonisch-salischen Reichskirchensystem verbunden. Im 13. Jahrhundert setzte die „alteuropäisch-territoriale Phase“ ein und reichte bis zur Reformation. Darüber hinaus zeigte Moraw, dass Stiftskirchen beziehungsweise deren Pfründenausstattung als ‚Leitfossil‘ für „den allgemeinen sozial-wirtschaftlichen Entwicklungsstand“ in Deutschland wie in ganz Europa dienen können.

### Hessische Landesgeschichte
Moraws Arbeiten zur hessischen Landesgeschichte sollten vor allem übergeordnete Fragen klären. Er betrieb Landesgeschichte aus der Perspektive des Königtums. Das Funktionieren des römisch-deutschen Reiches stand auch hier im Mittelpunkt seines Forschungsinteresses. Moraw nahm damit einen Perspektivwechsel vor und blickte vom Königtum auf das Territorium und nicht vom Territorium bzw. der Region auf den König. Politisch-soziale Strukturen statt Bevölkerung und ihre Lebenswelt standen im Vordergrund. Mit landesgeschichtlichen Forschungsfeldern wie Siedlungsforschung, Wegeforschung oder auch der Sprachgeschichte befasste er sich nur beiläufig.
Die Landgrafschaft Hessen war für Moraw daher vor allem für die Bildung seiner theoretischen Konzepte interessant. Landesgeschichtliche Befunde wurden von ihm in ein übergeordnetes Modell integriert. In seinem Aufsatz über Hessen und das deutsche Königtum vertrat er die These von einer Königsferne der Landgrafschaft Hessen. Seine Modellbildungen basierten jedoch auf den Forschungsergebnissen anderer Historiker und weniger auf eigener Quellenarbeit. Moraws landeshistorische Arbeiten weisen nach Christine Reinle eine geringe Quellendichte auf. Er regte auch keine landesgeschichtlichen Editionen an, betreute aber zahlreiche Arbeiten aus dem Bereich der hessischen Landesgeschichte. Die hessische Landesausstellung Hessen und Thüringen wurde von Moraw 1992 wesentlich mitgestaltet. Er hielt zahlreiche Vorträge zu Themen der hessischen Landesgeschichte im Hessischen Rundfunk, beim Oberhessischen Geschichtsverein oder auf einem Festakt zu der vor 750 Jahren vollzogenen Trennung Hessens von Thüringen verbunden mit dem hundertjährigen Jubiläum der Kommission für Hessen.

## Wissenschaftsorganisation

### Zeitschrift für Historische Forschung
Seit 1974 gehörte er zu den Mitherausgebern der damals neu entstandenen Zeitschrift für Historische Forschung. Das Herausgebergremium der Zeitschrift setzte auf ein neues Periodisierungsmodell. Das späte Mittelalter wurde aus der traditionellen Mediävistik gelöst und mit der frühen Neuzeit zu einem „alteuropäischen Zeitalter“ (etwa 12. bis 18. oder frühes 19. Jahrhundert) verbunden, von dem ein „archaisches Mittelalter“ (bis zum 11./12. Jahrhundert) und ein industrielles Zeitalter (18./19. Jahrhundert) abzugrenzen waren. Moraw war für das Spätmittelalter zuständig und hat diesen Bereich für mehr als zwei Jahrzehnte betreut. Bereits im ersten Band lieferte er bei der Besprechung der ausgewählten Aufsätze und Vorträge von Alfons Lhotsky ein Bekenntnis der Zeitschrift für das Spätmittelalter. Moraw prägte die Zeitschrift auch durch die Einbeziehung personengeschichtlicher Fragestellungen. Maßgeblich geschah dies im zweiten Band, wo er sich über Personenforschung und deutsches Königtum äußerte und mit Volker Press das Programm des neuen DFG-Forschungsschwerpunkts Probleme der Sozial- und Verfassungsgeschichte des Heiligen Römischen Reiches im späten Mittelalter und der Frühen Neuzeit, 13.–18. Jahrhundert vorstellte. Besondere Verdienste erwarb er sich um den Aufbau des Rezensionsteils. Seine letzten Rezensionen erschienen 1993 im Band 20 der Zeitschrift für Historische Forschung.

### Residenzen-Kommission
Hans Patze hatte Anfang der achtziger Jahre das großangelegte Residenzen-Projekt bei der Göttinger Akademie der Wissenschaften initiiert. In einer programmatischen Rezension aus dem Jahr 1991 zum ersten Band der Reihe Residenzenforschung kritisierte Moraw den von Patze geprägten Ansatz der Residenzen-Kommission auf Topographie und Sachkultur. Moraw forderte, das Residenzenprogramm an der Frage auszurichten, was „man Handlungszentrum oder gar Legitimationszentrum des älteren Gemeinwesens nennen kann und woraufhin alle jene Stränge zulaufen, die spätmittelalterliches ‚staatliches‘ Verfaßtsein ausmachen.“ Nicht die Residenz, sondern Dynastien und Höfe sollten stärker erforscht werden. Die Hofforschung wurde im Jahr 1991 von der Residenzen-Kommission gleichberechtigt neben die Residenzenforschung gestellt, was auch eine Reaktion auf Moraws Kritik war. Wegen seiner kritischen Stellungnahme, seines persönlichen Einsatzes auf dem Ansbacher Symposion Alltag bei Hofe (1992) und der von ihm durchgeführten Tagung zum Königshof auf der Reichenau wurde er von der Residenzen-Kommission zur aktiven Mitarbeit angefragt und im Oktober 1992 zum Mitglied gewählt. Er lieferte die Zusammenfassung des Symposiums 1994 in Potsdam zu Zeremoniell und Raum und 1996 in Sigmaringen zu Höfe und Hofordnungen. Den Heidelberger Band der Residenzenforschung verbesserte er. Zum Handbuch steuerte er den Artikel zu König Ruprecht von der Pfalz bei.

### Konstanzer Arbeitskreis
Moraw wurde nach seinen ersten Tagungsteilnahmen und drei Vorträgen auf der Reichenau in den Konstanzer Arbeitskreis für mittelalterliche Geschichte 1983 kooptiert. Er nahm nach seiner Zuwahl mit wenigen Ausnahmen regelmäßig an den Tagungen teil. Im Herbst 1992 und Frühjahr 1993 organisierte er für den Konstanzer Arbeitskreis die Doppeltagung Deutscher Königshof, Hoftag und Reichstag im späteren Mittelalter (12.–15. Jahrhundert). Im Jahr 1994 wurde er als Nachfolger von Harald Zimmermann zu dessen Vorsitzenden gewählt. Unter seinem Vorsitz wurden die Tagungen stärker für den wissenschaftlichen Nachwuchs geöffnet. Er regte außerdem an, dass Vorschläge für Tagungsthemen auch von außerhalb des Arbeitskreises kommen konnten und wissenschaftliche Trends schneller aufgegriffen werden sollten. Als Vorsitzender des Arbeitskreises organisierte er eine Tagung zum Thema Raumerfassung und Raumbewusstsein im späteren Mittelalter (12. bis 15. Jahrhundert). Damit machte er den Spatial turn, der zumindest in Deutschland als Forschungstrend noch nicht breit rezipiert wurde, früh für den Arbeitskreis als Thema fruchtbar. Unter seinem Vorsitz musste ein neuer Tagungsort gesucht werden. Bis zur Pächteraufgabe war das Hotel „Kaiserpfalz“ in Reichenau-Mittelzell rund vier Jahrzehnte Tagungstreffpunkt der Mittelalterhistoriker. Das am Südufer des Bodensees gelegene Familienerholungsheim der Erzdiözese Freiburg konnte Moraw zusammen mit Traute Endemann als neue Tagungsstätte gewinnen. Die erste Tagung fand dort im Frühjahr 1997 statt.
Mit Rudolf Schieffer hat er im Herbst 2001 zum 50-jährigen Jubiläum der Gründung des Konstanzer Arbeitskreises für mittelalterliche Geschichte die Tagung Die deutschsprachige Mediävistik im 20. Jahrhundert veranstaltet. Er steuerte dazu einen Beitrag zur deutschen und deutschsprachigen Mediävistik von 1945 bis 1970 bei. Als wesentliche Errungenschaft der Mittelalterforschung stellte er eine verstärkte Hinwendung zum Spätmittelalter fest. Das letzte Mal war Moraw im Frühjahr 2003 auf einer von Werner Maleczek ausgerichteten Tagung anwesend. Aus gesundheitlichen Gründen konnte er in seinem letzten Lebensjahrzehnt keine Tagungen des Arbeitskreises auf der Reichenau mehr besuchen.

### Regesta Imperii
Moraws Motivation an einer Mitarbeit an den Regesta Imperii entsprang seinen personengeschichtlichen Fragestellungen und einer Abkehr von einer rein am Königtum orientierten Betrachtungsweise. Diese ließen ihn eine „Komplettierung, Überarbeitung und Weiterführung der Regesta Imperii“ sachlich und methodisch erforderlich erscheinen. Moraws institutionelle Verdienste sieht Paul-Joachim Heinig in der Etablierung der Regesten Friedrichs III., indem er mit Evamaria Engel 1988 am Zentralinstitut für Geschichte der Akademie der Wissenschaften der DDR ein Kooperationsprojekt etablieren und die „institutionelle Zukunftssicherung“ dieses Projekts nach dem Ende der DDR „im Rahmen der Akademienlandschaft“ in der neugegründeten Berlin-Brandenburgischen Akademie der Wissenschaften (BBAW) absichern konnte. Als ordentliches Mitglied der BBAW hatte er auch die Verantwortung für diese Arbeitsstelle und wurde 1996 als Delegierter der BBAW zum Mitglied der deutschen Regestenkommission gewählt. Er unterstützte eine „koordinierte Neubearbeitung der Regesta Imperii Karls IV.“ Außerdem plädierte er mittelfristig für eine Verknüpfung aller Regesta-Imperii Dateien.

## Ehrungen und Mitgliedschaften
Für seine Forschungen wurden Moraw zahlreiche wissenschaftliche Ehrungen und Mitgliedschaften zugesprochen. Moraw wurde Mitglied zahlreicher einflussreicher wissenschaftlicher Organisationen. Er war korrespondierendes Mitglied der Pfälzischen Gesellschaft zur Förderung der Wissenschaften (1972), Mitglied der Hessischen Historischen Kommission (1973), korrespondierendes Mitglied der Kommission für geschichtliche Landeskunde in Baden-Württemberg (1979), Mitglied der Vereinigung für Verfassungsgeschichte (1981) und von 1989 bis 1997 ihr stellvertretender Vorsitzender, Mitglied im Collegium Carolinum München (1984), Mitglied im Mediävistischen Arbeitskreis der Herzog August Bibliothek, ordentliches Mitglied der Historischen Kommission bei der Bayerischen Akademie der Wissenschaften (1987), ordentliches Mitglied der Berlin-Brandenburgischen Akademie der Wissenschaften (1996), Mitglied der Kommission zur Erforschung der Kultur des Spätmittelalters der Akademie der Wissenschaften in Göttingen, Mitglied der Historischen Kommission für Schlesien (1996), korrespondierendes Mitglied der Akademie der Wissenschaften in Göttingen (1997).
Er war ab 1995 Mitglied in der Kommission für die Bearbeitung der Regesta Imperii bei der Akademie der Wissenschaften und der Literatur in Mainz. Moraw war außerdem ab 1983 Mitglied sowie von 1994 bis 1998 Vorsitzender des Konstanzer Arbeitskreises für mittelalterliche Geschichte. Von 1986 bis 1994 war er Fachgutachter der Deutschen Forschungsgemeinschaft (DFG). Die Sudetendeutsche Akademie der Wissenschaften und Künste berief ihn 1980 zum ordentlichen Mitglied der Geisteswissenschaftlichen Klasse. Im Jahr 1993 wurde Moraw Mitglied der Academia Europaea. Die Universität Prag verlieh ihm 1998 anlässlich ihres 650-jährigen Bestehens die Ehrenmedaille. Im selben Jahr wurde Moraw Mitglied der Zentraldirektion der Monumenta Germaniae Historica und gehörte ihr bis 2006 an. Im Jahre 1999 wurde ihm die Ehrendoktorwürde der Universität Eichstätt verliehen. Der Oberhessische Geschichtsverein ernannte ihn 2007 zum Ehrenmitglied.

## Wissenschaftliche Nachwirkung
Die deutsche Geschichte des Spätmittelalters galt in der Mediävistik lange als eine Epoche, die durch den Zerfall der Staatlichkeit auf Reichsebene geprägt wurde. Vor allem durch die verfassungs- und sozialgeschichtlichen Forschungen von Peter Moraw und Ernst Schubert begann eine Interessenverlagerung und damit eine Neubewertung. Die Schüler Moraws legten für die weitere Erforschung des Spätmittelalters große Studien zum politischen System Sigmunds, zum Hof Friedrichs III. oder zu den Universitätsbesuchern im spätmittelalterlichen Reich vor. Mit diesem neuen Interesse am Spätmittelalter ging auch eine Überwindung des Verfallsbildes einher. Die historische Entwicklung des Spätmittelalters wird vielmehr als ein Prozess von Fortschritt und „modernisierender Verdichtung“ begriffen. Moraw hatte die „Verdichtung“ des Spätmittelalters vor allem institutionell an Königshof, Hoftag und Reichstag beschrieben. Neuere Untersuchungen haben diesen Begriff für fürstliche Praktiken des Feierns von Festen, des Führens von Kriegen oder die höfischen Kleidungspraktiken nutzbar gemacht und weitergeführt.
Personengeschichtlich wurden Moraws Anregungen in der Stiftskirchenforschung „am erfolgreichsten“ von Gerhard Fouquet für das Domkapitel Speyer und das Kollegiatstift St. Michael in Pforzheim umgesetzt. Fouquet will in seinem 1987 erschienenen zweibändigen Werk über das Speyerer Domkapitel im späten Mittelalter „dem wirksamen sozialen und politischen Beziehungsnetz Speyers“ nachgehen und nach „dessen Kontinuitäten und Diskontinuitäten fragen“. Gefragt wird „nach den Bezugsfeldern der die einzelnen Reichskirchen tragenden Korporationen (Dom- und Stiftskapitel), nach ihren sozialen Muttergruppen, nach dem Hineinwirken territorialer Konstellationen, eventuell von Bildungsinstituten, und nach der Auswirkung derartiger Strukturen auf die Bischofs- und Prälatenwahlen“. Oliver Auge setzte den Morawschen Ansatz in seiner Dissertation fort. Moraws Anregungen übten Einfluss weit über die Stiftskirchenforschung hinaus aus. Im Unterschied zu Moraw, der die Stiftskirchen vor allem als „Stätte der Begegnung von Kirche und Welt“ begriffen hat, haben Guy P. Marchal und Michael Borgolte allerdings auf die Bedeutung der inneren Entwicklung der Stifte hingewiesen. Nach Borgolte muss Moraws Sichtweise durch „eine Geschichte, die insbesondere das Selbstverständnis und die religiösen Aufgaben der Stiftsherren akzentuierte“, ergänzt werden. Anders als Moraw bewertete Marchal die Stiftskapitel nicht als fremdbestimmt, sondern als die „korporative Institution par excellence“.
Das Modell der „königsnahen“, „königsfernen“ und „königsoffenen Landschaften“ entwickelte sich zur vorherrschenden Lehrmeinung zur Beschreibung der politischen Struktur des spätmittelalterlichen Reiches. Es wurde auch auf die Frühe Neuzeit angewendet. Paul-Joachim Heinig hat die These von der Königsferne der Landgrafschaft Hessen für die Zeit Landgraf Ludwigs I. modifiziert. Eine weitere Untersuchung konnte zeigen, dass sich Moraws Modell auf die politische Praxis für die Zeit um 1470 nur unzureichend anwenden lässt, da eine Person situationsbedingt „königsnah“ und dann wieder „königsfern“ sein konnte. Moraws Vorstellung von einem west-östlichen und süd-nördlichen Kulturgefälle im Reich und in Europa ist in der Forschung weithin akzeptiert. Für den Ostseeraum hat Oliver Auge diese Sichtweise anhand der frühurbanen Zentren, des Klosterwesens und des hansischen Handels modifiziert.
Moraws Ausführungen zur „Kleinheit“ spätmittelalterlicher deutscher Könige, speziell am Fallbeispiel Ruprechts von der Pfalz, beeinflussen die Forschung bis heute. Widerspruch gegen die Einschätzung Rudolfs von Habsburg als „kleinen König“ hat Heinz Thomas geäußert. Oliver Auge konzentrierte seine Forschungen vor allem auf die in der Forschung kaum berücksichtigten „kleinen“ Fürsten und mit Ruprecht von der Pfalz auf einen „kleinen“ König. Er konnte zeigen, dass auch „kleine“ Fürsten reichsgeschichtliche Bedeutung haben konnten.
Moraws Werk Von offener Verfassung zu gestalteter Verdichtung: Das Reich im späten Mittelalter 1250 bis 1490 gilt in der Fachwelt als eine der besten Darstellungen über diese Epoche. Moraws These von der Verdichtung des spätmittelalterlichen Deutschen Reiches konnte Oliver Auge (2009) in seiner Untersuchung über den südlichen Ostseeraum von der Mitte des 12. Jahrhunderts bis in die frühe Reformationszeit bestätigen. Nach einer 2016 aufgestellten These vom Frühneuzeithistoriker Georg Schmidt habe Moraw mit seinem Konzept der „Verdichtung“ zeigen wollen, dass „die deutsche Entwicklung gegenüber dem Westen zwar verspätet, aber nicht prinzipiell anders verlaufen war“. Nach Schmidt kommt der Prozess der „Verdichtung“ mit dem Augsburger Ordnungssystem 1555, „einem Gefüge komplementärer Mehrebenenstaatlichkeit“ zu einem Ende.
Moraws sozialgeschichtlich orientiertes Konzept setzte sich in der Geschichtswissenschaft durch. Er hatte auch wesentlichen Anteil daran, dass die Erforschung des Hofes in den letzten Jahrzehnten wieder an Intensität gewonnen hat. Moraws Verständnis des Herrscherhofes nicht als einer Institution, sondern als eines sozialen Gefüges wurde von der neueren Forschung weiter vertieft. Die jüngere Reichstagsforschung basiert wesentlich auf den verfassungs- und sozialgeschichtlichen Überlegungen Moraws zu den Ursprüngen des spätmittelalterlichen Reichstags. Diese Forschung führte zu einer Abkehr von der anachronistischen Orientierung an modernen parlamentarischen Institutionen und eröffnete die Perspektive für eine angemessenere Beschreibung der Handlungs- und Kommunikationsformen. Es entstanden zahlreiche Untersuchungen, welche die Funktionsweise von Reichstagen erforschten und den jeweiligen Stellenwert im Verfassungsgefüge des spätmittelalterlichen Reichs zu lokalisieren suchten, so etwa die Arbeiten von Gabriele Annas und von Thomas Michael Martin. Ein Ergebnis dieser Forschungsaktivitäten ist die prosopographische Aufarbeitung der Versammlungen im 14. und 15. Jahrhundert. Thomas Martin hat 1993 in seiner Untersuchung für den Zeitraum von 1314 bis 1410 vor allem die Vielzahl von Tagungstypen hervorgehoben und neben Hoftagen von „Rätetagen“ als königslosen Tagen unter Mitwirkung des Königtums gesprochen.
Auf dem Gebiet der Universitäts- und Wissenschaftsgeschichte wurden sozialhistorische Forschungen in den letzten Jahrzehnten verstärkt berücksichtigt. Die Arbeiten von Rainer Christoph Schwinges, Sylvia Paletschek oder Marian Füssel veranschaulichten, dass die Universität als Ort sozialer Beziehungen fungiert. In der heutigen Universitätsgeschichtsschreibung wird die „kulturgeschichtliche Dimension“ als vierte Dimension berücksichtigt, also die Repräsentation von Universitäten und Gelehrten über Symbole, Rituale und öffentliche Akte. Nach Matthias Asche hat Peter Moraw in den 1970er und 1980er Jahren diese Dimension bereits „gedanklich vorbereitet“. Im Jahr 2008 wurden 18 seiner seit 1982 erschienenen Arbeiten zur Universitätsgeschichte in einem Band zugänglich gemacht.
Im Januar 2014 fand in Gießen die Tagung Stand und Perspektiven der Sozial- und Verfassungsgeschichte zum römisch-deutschen Reich: Der Forschungseinfluss Peter Moraws auf die deutsche Mediävistik zu Ehren Moraws statt. Die Vorträge der Tagung wurden 2016 von Christine Reinle herausgegeben. Auf der Tagung sah Bernd Schneidmüller in dem Beharren auf der Sozial-, Struktur- und Verfassungsgeschichte in der Zeitschrift für Historische Forschung ein Hindernis für methodische Innovationen. Die Hinwendung zur „kulturgeschichtliche Renaissance-Forschung“ und spätere „turns“ haben sich außerhalb der Zeitschrift für Historische Forschung entfaltet. Verdienste für die „konsequente Öffnung“ der Zeitschrift „zu kulturwissenschaftlichen Themen“ schrieb Schneidmüller Johannes Kunisch und vor allem Barbara Stollberg-Rilinger, nicht jedoch Peter Moraw zu. Die vom gesamten ersten Herausgebergremium der Zeitschrift für Historische Forschung vorgenommene Neuperiodisierung in ein archaisches Mittelalter, in eine lange Epoche Alteuropas und in die moderne industrielle Welt setzte sich in der Geschichtswissenschaft nicht durch. Das 1974 noch neuartige Epochenkonzept Alteuropa wird von der Geschichtswissenschaft längst kontrovers diskutiert. Lediglich zwei von 229 Beiträgen in der Zeit von 1974 bis 2011 führen in der Zeitschrift für Historische Forschung den Begriff im Titel.

## Schriften (Auswahl)
Aufsatzsammlungen
- Gesammelte Beiträge zur Deutschen und Europäischen Universitätsgeschichte. Strukturen – Personen – Entwicklungen (= Education and society in the Middle Ages and Renaissance. Bd. 31). Brill, Leiden u. a. 2008, ISBN 978-90-04-16280-8.
- Rainer Christoph Schwinges (Hrsg.): Über König und Reich. Aufsätze zur deutschen Verfassungsgeschichte des späten Mittelalters. Aufsätze aus Anlaß des 60. Geburtstags von Peter Moraw am 31. August 1995. Thorbecke, Sigmaringen 1995, ISBN 3-7995-7076-4.

Monografien
- Kleine Geschichte der Universität Gießen von den Anfängen bis zur Gegenwart. 2. Auflage. Ferber, Gießen 1990, ISBN 3-927835-00-5.
- Von offener Verfassung zu gestalteter Verdichtung. Das Reich im späten Mittelalter 1250 bis 1490 (= Propyläen-Geschichte Deutschlands. Band 3). Propyläen Verlag, Frankfurt am Main 1989, ISBN 3-548-04792-0.
- mit Theodor Karst: Die Universität Heidelberg und Neustadt an der Haardt (= Veröffentlichungen zur Geschichte von Stadt und Kreis Neustadt an der Weinstraße. Band 3). Verlag des Historischen Vereins der Pfalz, Speyer 1963.
- Das Stift St. Philipp zu Zell in der Pfalz. Ein Beitrag zur mittelalterlichen Kirchengeschichte (= Heidelberger Veröffentlichungen zur Landesgeschichte und Landeskunde. Schriftenreihe des Instituts für Fränkisch-Pfälzische Geschichte und Landskunde. Band 9). Winter, Heidelberg 1964 (Zugleich: Heidelberg, Universität, Dissertation, 1961).

Herausgeberschaften von Sammelbänden
- mit Rudolf Schieffer: Die deutschsprachige Mediävistik im 20. Jahrhundert (= Vorträge und Forschungen. Band 62). Thorbecke, Ostfildern 2005, ISBN 3-7995-6862-X (Digitalisat).
- Raumerfassung und Raumbewusstsein im späteren Mittelalter (= Vorträge und Forschungen. Band 49). Thorbecke, Stuttgart 2002, ISBN 3-7995-6649-X (Digitalisat)
- Deutscher Königshof, Hoftag und Reichstag im späteren Mittelalter (= Vorträge und Forschungen. Band 48). Thorbecke, Stuttgart 2002, ISBN 3-7995-6648-1 (Digitalisat)
- Akkulturation und Selbstbehauptung: Studien zur Entwicklungsgeschichte der Lande zwischen Elbe/Saale und Oder im späten Mittelalter (= Berichte und Abhandlungen. Berlin-Brandenburgische Akademie der Wissenschaften. Sonderband 6). Akademie-Verlag, Berlin 2001, ISBN 3-05-003557-9.
- Regionale Identität und soziale Gruppen im deutschen Mittelalter (= Zeitschrift für historische Forschung. Beiheft. Band 14). Duncker & Humblot, Berlin 1992, ISBN 3-428-07472-6.
- Das geographische Weltbild um 1300. Politik im Spannungsfeld von Wissen, Mythos und Fiktion (= Zeitschrift für historische Forschung. Beiheft. Band 6 = Deutscher Historikertag. Band 36). Duncker & Humblot, Berlin 1989, ISBN 3-428-06613-8.
- „Bündnissysteme“ und „Außenpolitik“ im späteren Mittelalter (= Zeitschrift für historische Forschung. Beiheft. Band 5). Duncker & Humblot, Berlin 1988, ISBN 3-428-06456-9.
- Unterwegssein im Spätmittelalter (= Zeitschrift für historische Forschung. Beiheft. Band 1). Duncker & Humblot, Berlin 1985, ISBN 3-428-05918-2.
- mit Hans Georg Gundel, Volker Press: Academia Gissensis: Beiträge zur älteren Giessener Universitätsgeschichte (= Veröffentlichungen der Historischen Kommission für Hessen. Band 45). 2 Teile. Elwert, Marburg 1982, ISBN 3-7708-0734-0.

Herausgeberschaften von Reihen und Zeitschriften
- Zeitschrift für historische Forschung, 1974 ff; Beihefte 1985 ff.
- Beiträge zur Sozial- und Verfassungsgeschichte des Alten Reiches, 1977 ff.
- Propyläen Geschichte Deutschlands in 9 Bänden, 1983 ff.
- Lexikon des Mittelalters 1987 ff., ab Bd. 4, München / Zürich 1989
- Neue Deutsche Geschichte in 10 Bänden, München 1984 ff.
- Studia Giessensia, 1990 ff.
- Forschungen zur mittelalterlichen Geschichte N. F., 1998 ff.